# Nicholas Courtney
William Nicholas Stone Courtney (Cairo, Egito, 16 de dezembro de 1929 - 22 de fevereiro de 2011) foi um ator de televisão britânico de origem egípcia, famoso por interpretar o Brigadeiro Lethbridge-Stewart na série de TV de ficção científica Doctor Who.

## Filmografia

### Filmes
| Ano  | Título                  | Papel                     |
| ---- | ----------------------- | ------------------------- |
| 1966 | The Brides of Fu Manchu | Sargento                  |
| 1969 | Doppelgänger            | Analista de dados médicos |
| 1970 | Take a Girl Like You    | Presidente do painel      |
| 1971 | Endless Night           |                           |
| 1974 | Soft Beds, Hard Battles | Agente de inteligência    |
| 1990 | Bullseye!               | Sir Hugh                  |
| 2008 | Incendiary              | Arcebispo de Canterbury   |

### Televisisão
| Ano       | Título                        | Papel                    |
| --------- | ----------------------------- | ------------------------ |
| 1962–1967 | The Avengers                  | Gifford/Legros           |
| 1965      | The Saint                     | Alain/Polical            |
| 1965–1989 | Doctor Who                    | Lethbridge Stewart       |
| 1973      | The Rivals of Sherlock Holmes | Hutchinson Hatch         |
| 1973      | The Two Ronnies               | Dickie                   |
| 1980      | All Creatures Great and Small | Paul Cotterell           |
| 1984      | To Catch a King               | de Oliveira              |
| 1984      | Minder                        | Raymond Wilkins          |
| 1987      | Yes Prime Minister            | Comissario               |
| 1988      | Only Fools and Horses         | Charles                  |
| 1991–2007 | The Bill                      | Dr Nigel Botterill/Judge |
| 1992      | Screen One                    | Tim Aying                |
| 1993      | Then Churchill Said to Me     | Robin Witherton          |
| 1993      | Dimensions in Time            | Lethbridge Stewart       |
| 1996      | Satellite City                | English Stan             |
| 2005      | Doctors                       | Edmund Black             |
| 2007      | Casualty                      | Claude Devigny           |
| 2008      | The Sarah Jane Adventures     | Lethbridge Stewart       |